# Marion Walsmann

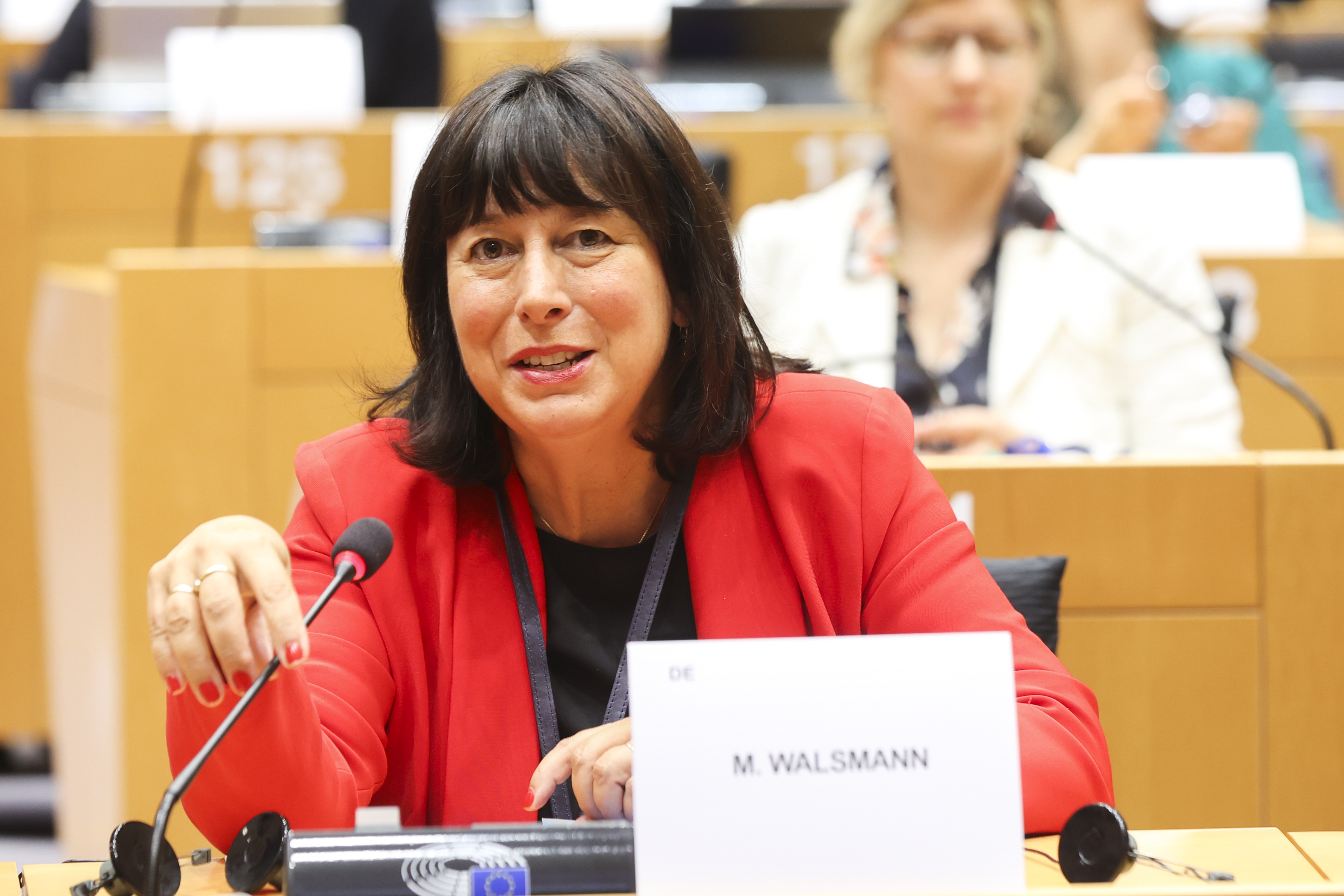
Marion Walsmann (2024)

Marion Erika Walsmann (* 17. März 1963 in Erfurt als Marion Erika Schau) ist eine deutsche Politikerin (CDU-Ost, CDU). Sie war von 1986 bis 1990 Mitglied der Volkskammer und war von 2004 bis 2018 Mitglied des Thüringer Landtags. Zudem war sie von Mai 2008 bis November 2009 Justizministerin, von November 2009 bis Dezember 2010 Finanzministerin und von Dezember 2010 bis September 2013 Ministerin für Bundes- und Europaangelegenheiten von Thüringen sowie Chefin der Staatskanzlei.
Bei der Europawahl 2019 und bei der Europawahl 2024 wurde Walsmann als Spitzenkandidatin der CDU Thüringen ins Europäische Parlament gewählt.

## Biografie
Walsmann wuchs in Bischleben auf. Nach dem Abitur an der Heinrich-Mann-Oberschule studierte sie von 1981 bis 1985 Rechtswissenschaft an der Universität Leipzig, kehrte dann nach Erfurt zurück und arbeitete zunächst als Juristin des VEB Robotron-Vertrieb. 1986 wechselte sie als Justitiarin in das Stadtbauamt Erfurt. 1990 war sie kurzzeitig Leiterin des Rechtsamts der Stadt Erfurt, übernahm aber noch im gleichen Jahr nach der Wiedergründung des Landes Thüringen federführend den Aufbau des Thüringer Justizministeriums. Später stand sie innerhalb des Ministeriums in verschiedenen Funktionen, unter anderem als Leiterin des Referats Verfassungsrecht. Zuletzt war sie als stellvertretende Abteilungsleiterin und Referatsleiterin Personal in der Abteilung Justizvollzug tätig.
Walsmann ist evangelisch, verheiratet und hat zwei Kinder.

## Politik

### Zur Wendezeit
In der DDR übte Walsmann ein erstes politisches Mandat aus. Von 1986 bis 1990 gehörte sie der CDU-Fraktion der Volkskammer an. Verschiedene Medien berichteten, sie habe als Mitglied der Volkskammer der DDR 1989 einer Resolution zugestimmt, die das Massaker auf dem Pekinger Tiananmen-Platz rechtfertigte. Tatsächlich gab es einen Redebeitrag des SED-Abgeordneten Ernst Timm, in dem er unter Beifall die Solidarität der Volkskammer mit der Pekinger Führung erklärte. Walsmann betont, dass in der Volkskammer über diese Erklärung nicht abgestimmt worden sei. Das sei lediglich durch einen Bericht der DDR-Nachrichtensendung Aktuelle Kamera suggeriert worden, in der Timms Erklärung zitiert und zugleich mit dem Bild von Abgeordneten bei einer Abstimmung überblendet worden sei, was den falschen Eindruck einer abgestimmten Resolution erzeugt habe.
Während der politischen Wende 1989 war Walsmann eine der Vertreterinnen der CDU der DDR beim Zentralen Runden Tisch sowie Mitglied im Politisch-Beratenden Ausschuss in Erfurt zur Vorbereitung des Landes Thüringen. Joachim Linck beschreibt die Erinnerungen Walsmanns an diese Aufbauzeit als „verklärt“ und in der Deutung ihres Einflusses als „ziemlich realitätsferne Überschätzung“.

### Nach der Wiedervereinigung
Nach der Wiedervereinigung wurde sie 1990 zur Vorsitzenden des Landesarbeitskreises Christlich-Demokratischer Juristen in Thüringen gewählt. 1995 übernahm sie den Kreisvorsitz der CDU Erfurt; in dieser Funktion wurde sie wiederholt bestätigt, zuletzt im Dezember 2013. Bei der Landtagswahl am 13. Juni 2004 gewann sie den Wahlkreis Erfurt III und zog erstmals in den Thüringer Landtag ein. Bei der Landtagswahl 2009 verlor sie ihr Direktmandat, da sie mit 26,6 % der Erststimmen knapp dem Spitzenkandidaten der Linkspartei Bodo Ramelow unterlag (26,8 %), zog aber über die Landesliste wieder ins Parlament ein. 2014 gewann sie das Direktmandat mit 33,8 % gegen Ramelow (31,5 %) zurück. Am 4. Dezember 2018 legte sie im Zuge ihrer Kandidatur zur Europawahl ihr Landtagsmandat nieder.

### Ministeramt 2009 bis 2013
Im Mai 2008 wurde Walsmann im Rahmen einer Kabinettsumbildung Justizministerin unter Dieter Althaus und löste damit den wegen Krankheit ausscheidenden Harald Schliemann ab. Nach der Landtagswahl 2009 wurde sie im November Finanzministerin im Kabinett Lieberknecht. Am 8. Dezember 2010 übernahm sie im Rahmen einer Kabinettsumbildung die Leitung der Staatskanzlei. Am 24. September 2013 wurde sie als Ministerin entlassen. Laut MDR war Ministerpräsidentin Christine Lieberknecht „dem Vernehmen nach“ mit ihrer Arbeit unzufrieden und hatte Zweifel an ihrer Loyalität; letzteres bestritt Lieberknecht allerdings. Mit ihrem Ausscheiden aus der Landesregierung waren alle Chefs der Staatskanzleien in den Neuen Ländern Westdeutsche.

### Oberbürgermeisterwahl in Erfurt 2018
Im Zuge der Kommunalwahlen in Thüringen 2018 war Walsmann Kandidatin bei den Wahlen zum Erfurter Oberbürgermeister. Mit 21,9 % der Stimmen im ersten Wahlgang qualifizierte sie sich für die Stichwahl und unterlag dort mit 41,5 % der Stimmen dem SPD-Amtsinhaber Andreas Bausewein.

### Europäisches Parlament
Für die Europawahl 2019 war sie Spitzenkandidatin der CDU Thüringen. Sie erreichte den Einzug in das Europäische Parlament. Seit dem 2. Juli 2019 ist sie Mitglied des Europäischen Parlaments. Dort gehört sie der Fraktion der Europäischen Volkspartei (Christdemokraten) an. Sie ist jeweils stellvertretende Vorsitzende im Rechtsausschuss (JURI) und der Delegation im Gemischten Parlamentarischen Ausschuss EU-Nordmazedonien. Im Ausschuss für Binnenmarkt- und Verbraucherschutz (IMCO) ist Marion Walsmann Vollmitglied. Für die Wahlen zum Europäischen Parlament 2024 war sie erneut Spitzenkandidatin der Thüringer CDU und erreichte erneut ein Mandat im Europäischen Parlament.

### Ehrenamt
Marion Walsmann ist seit 2002 Vorsitzende des Arbeiter-Samariter-Bundes Regionalverband Mittelthüringen. Als Vorsitzende des Thüringer Landesverbandes Weißer Ring engagiert sie sich für Opfer von Kriminalität und Gewalt. Sie ist seit 2010 Mitglied in der Europa-Union Thüringen und der Europa-Union Parlamentariergruppe im Europäischen Parlament, die sich für ein föderales Europa und den europäischen Einigungsprozess einsetzt. 2015 hat sie den Vorsitz des Stiftungsrates der Evangelischen Akademie Thüringen übernommen.